# Sierro
Sierro er en by og kommune i det sydøstlige Spanien i provinsen Almería. Den har et indbyggertal på 376 (2024) indbyggere.